# Chapelle Saint Jean Ursini de Trogir
La chapelle de Saint Jean Ursini (kapela svetog Ivana) est l’un des plus beaux monuments Renaissance d‘Europe. 
La chapelle se trouve dans la nef gauche de la cathédrale Saint-Laurent de Trogir, en Croatie. Elle abrite le sarcophage en marbre de saint Jean, évêque de Trogir († 1111), qui avait attiré par son exemple de vie sainte le roi Coloman de Hongrie, lequel, après avoir conquis la Croatie et la Dalmatie, s’employa à promouvoir la construction de la cathédrale.

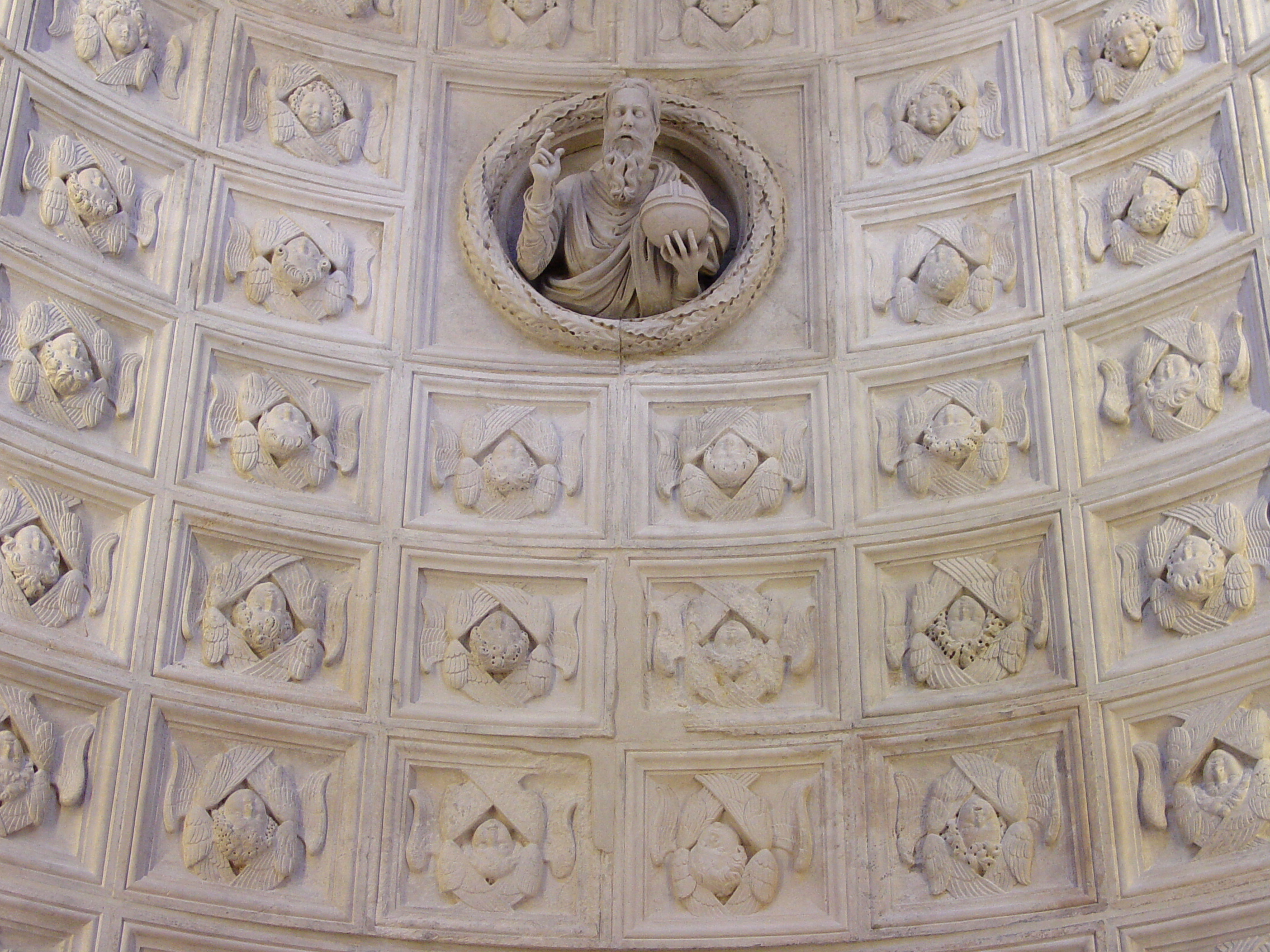
Le plafond à caissons de la chapelle Saint-Jean.

Comme le baptistère, la chapelle a été construite selon le même principe que le temple de Jupiter du palais de Dioclétien à Split. Elle est l’œuvre de Niccolò Fiorentino, élève de Georges le Dalmate, et du sculpteur de Trogir Ivan Duknović.
Le plafond à caissons représente Dieu le père entouré de 26[Combien ?] séraphins[réf. nécessaire] sculptés dans la pierre, chacun occupant un compartiment.
Les murs sont divisés en niches couronnées de putti ailés, abritant des statues de saints exécutées par Niccolò Fiorentino. Celles figurant saint Jean de Trogir et saint Paul, sages à la longue barbe absorbés dans la lecture d’un livre de prières, sont des chefs-d’œuvre de délicatesse et de sensibilité. La statue de Duknović représentant saint Jean l’Évangéliste, les cheveux frisés et sans barbe, semble vouloir faire allusion au fils préféré de Koriolan Čipiko, aristocrate de Trogir qui avait probablement financé la chapelle. La partie inférieure des murs est occupée par des statuettes de putti émergeant de portes entrouvertes, tenant une torche comme pour inviter le spectateur à contempler le monde tel qu’il se présente après la mort.